# El Pedregal (Spanien)
El Pedregal ist ein Ort und eine Gemeinde (municipio) mit 63 Einwohnern (Stand: 2024) im Osten der Provinz Guadalajara in der Autonomen Gemeinschaft Kastilien-La Mancha in Zentralspanien.

## Lage und Klima
El Pedregal liegt im Iberischen Gebirge im Osten der Provinz Guadalajara in einer Höhe von 1195 m. Die Entfernung zur westlich gelegenen Provinzhauptstadt Guadalajara beträgt ca. 115 Kilometer (Fahrtstrecke). Das Klima ist gemäßigt warm, innerhalb eines Jahres fallen 492 mm Niederschlag.

## Bevölkerungsentwicklung
| Jahr      | 1960 | 1970 | 1981 | 1991 | 2001 | 2011 | 2021 |
| Einwohner | 276  | 165  | 123  | 114  | 100  | 88   | 66   |

## Sehenswürdigkeiten
- Kirche Mariä Himmelfahrt